# 南緯45度線

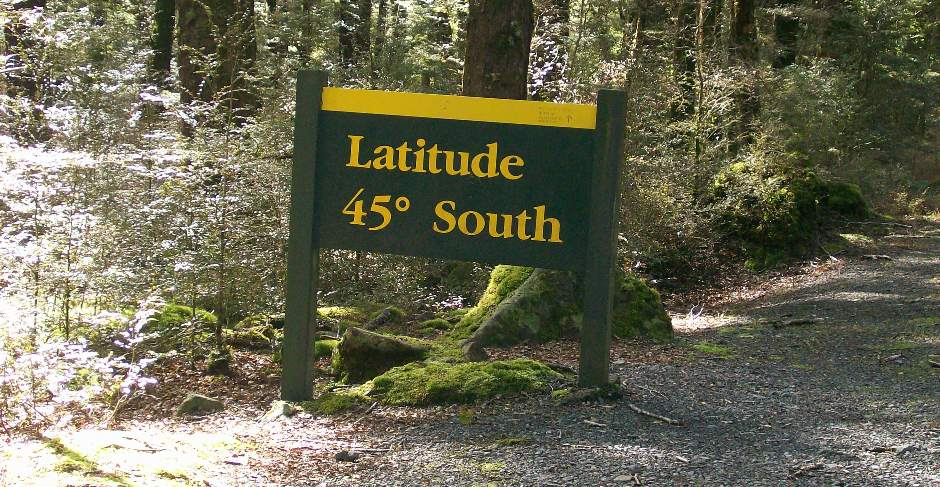
ニュージーランドにある南緯45度を示す看板

南緯45度線（なんい45どせん）は、地球の赤道面より南に地理緯度にして45度の角度を成す緯線である。大西洋、インド洋、太平洋、北アメリカ、大西洋を通過する。
理論上は南極点から赤道までの距離の中間地点であるとされるが、実際の中間地点は南緯45度線よりも16.2km南にある。これは地球が自転による遠心力で赤道付近が膨らみ、極付近が平らな楕円体であることに起因する。
通過点のほとんどが陸地にある北緯45度線とは対照的に、南緯45度線はその大部分が公海上を走っており、大西洋、オーストラレーシア、インド洋、太平洋、南アメリカを通過する。
この緯度の下では、夏至点時は8時間46分で、冬至点時の可照時間は15時間37分である。
この緯度上では、度数法による度・分・秒で分画される子午線弧長は概ね以下の長さに相当する。
- 1度 =  96.49 km (59.95 mi)
- 1分 =   1.61 km (1.00 mi)
- 1秒 =  26.80 m (87.93 ft)

## 通過する国および地域
本初子午線から東に向かって南緯45度線は以下の場所を通っている。
| 地理座標                                              | 国・地域・海洋   | 備考                                                         |
| ----------------------------------------------------- | ---------------- | ------------------------------------------------------------ |
| 南緯45度0分 東経0度0分 / 南緯45.000度 東経0.000度     | 大西洋           |                                                              |
| 南緯45度0分 東経20度0分 / 南緯45.000度 東経20.000度   | インド洋         |                                                              |
| 南緯45度0分 東経147度0分 / 南緯45.000度 東経147.000度 | 太平洋           | タスマン海                                                   |
| 南緯45度0分 東経167度8分 / 南緯45.000度 東経167.133度 | ニュージーランド | 南島およびオマルーとクイーンズタウンのすぐ北を通る。         |
| 南緯45度0分 東経171度6分 / 南緯45.000度 東経171.100度 | 太平洋           | チリ Guamblin島のすぐ南を通る。                              |
| 南緯45度0分 西経74度23分 / 南緯45.000度 西経74.383度  | チリ             | James島とMelchor島を含むChonos群島および南米大陸本土を通る。 |
| 南緯45度0分 西経71度33分 / 南緯45.000度 西経71.550度  | アルゼンチン     |                                                              |
| 南緯45度0分 西経65度35分 / 南緯45.000度 西経65.583度  | 大西洋           |                                                              |